# Luis Alfonso de Carvallo
Luis Alfonso de Carvallo (Entrambasaguas, Cangas del Narcea; 1571-Villagarcía de Campos, Valladolid; 2 de febrero de 1635) fue un historiador y religioso asturiano.

## Biografía
Nace en 1571 en la aldea de Entrambasaguas, en el concejo asturiano de Cangas del Narcea. Ingresa en los benedictinos del cercano Monasterio de Corias.
En 1601 se traslada a Villarrodrigo de las Regueras, León, y más tarde regresa a Asturias pero esta vez se queda en Oviedo en donde es nombrado rector del Colegio de San Gregorio fundada por Fernando Valdés Salas.
En 1608 al fundarse la Universidad de Oviedo desaparece el colegio de San Gregorio y comienza a dar clases en la universidad. En este año se le encarga la gestión del archivo de la Catedral de Oviedo y es el nombrado canónigo de la misma.
Al final de su vida (1616) abandona los benedictinos ingresando en la Compañía de Jesús. Es enviado al Monasterio de Monforte de Lemos (Lugo), Monterrey (Orense) (1618-1619), Logroño (1619-1622), Segovia (Colegio de San Felipe y Santiago, 1622-1628) y finalmente a Villagarcía de Campos (Valladolid), donde falleció el 2 de febrero de 1635.

## Obras

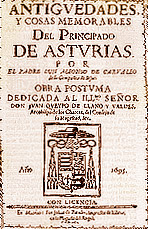
Portada original de la edición de 1695 de la obra «Historia de las Antigüedades y cosas memorables del Principado de Asturias».

Sus estudios se basan en el estudio de documentos históricos propiedad de la iglesia.
- El Cisne de Apolo, de las excelencias y dignidad y todo lo que al arte poética y versificatoria pertenece, 1602.
- Antigüedades y cosas memorables del Principado de Asturias, 1695.[1] También conocida como Historia de las antigüedades de Asturias
- Antigüedades de la Santa Iglesia de Oviedo y Cristiandad de Asturias (Manuscrito)
- Discurso sobre la Merindad de Asturias (Manuscrito)
- Casas y genealogías de Asturias (Manuscrito)
- Vida de Diego Meléndez Valdés, llamado el Valiente (Manuscrito)
- Genealogía del Linaje de la casa de Valdés

### El Cisne de Apolo
Carvallo destaca por ser un importante autor de la literatura teórica. En su obra 'El Cisne de Apolo', publicada en 1602, en Medina del Campo, defiende el prestigio y la dignidad del arte de la poesía, y su utilidad. Tuvo bastante influencia de escritores latinos como Horacio, Cicerón y Virgilio, y posiblemente haya leído obras de Ausonio, Apuleyo, Marcial, Juvenal y Pilino. Durante el desarrollo de la obra, menciona de alguna forma a diversos autores como, por ejemplo, Séneca, Terencio, Ennio, Catón, Badius Mantuano, Juan Horozco.
La obra destaca por el diálogo entre tres interlocutores para presentar su doctrina, dos de ellos son figuras abstractas que actúan y hablan como personajes reales, Lectura (la sabia) y Zoilo (maldiciente vulgo), el tercer personaje es el propio autor Carvallo, el único personaje real y neutral. El uso del diálogo ofrece una gran sutileza para poder exponer las ideas y la perspectiva de la discusión, mostrando diversos temas con movimientos, gestos, situaciones de la vida cotidiana, es considerada una forma “creativa” de introducirnos en el mundo literario.
En el prólogo se puede leer que fue en Cangas el sitio donde desarrollo su libro «leyendo latinidad en la villa de Cangas, mi patria ingrata…», también explica el porqué de los tres personajes, «Helo, reducido en diálogo, preguntando yo mesmo, y respondiendo la Lectura, de quien todo lo he sabido. He introducido también a Zoilo, que en nombre del vulgo y los malsines arguya contra la poesía, para tener ocasión de refutarles sus falsas opiniones que en perjuicio de la poesía tienen. He recogido la substancia de cada parágrafo en una octava para que se pueda tomar de memoria». 

#### Ejemplares
Los ejemplares que se conservan de esta obra son escasos, en la Biblioteca Nacional de Madrid, existen diez ejemplares, en Norteamérica se conservan tres ejemplares en la Hispanic Society de Nueva York, Universidad de Pensilvania y en la Union Library Catalogue of Pennsylvania, se conservan también tres ejemplares en la Biblioteca de la Real Academia Española y uno en la Biblioteca de Asturias en Oviedo, el ejemplar que existe en la Biblioteca Nacional de Río de Janeiro, se encuentra en estado de desintegración.